# Ophisops leschenaultii
Ophisops leschenaultii är en ödleart som beskrevs av Milne-Edwards 1829. Ophisops leschenaultii ingår i släktet ormögonödlor, och familjen lacertider.
Arten förekommer i Indien och Sri Lanka. Honor lägger ägg.

## Underarter
Arten delas in i följande underarter:
- O. l. lankae
- O. l. leschenaultii